# Ceratotrupes fronticornis
Ceratotrupes fronticornis là một loài bọ cánh cứng trong họ Geotrupidae. Loài này được Erichson miêu tả khoa học năm 1847.